# Karol Broniatowski
Karol Broniatowski (* 23. April 1945 in Łódź) ist ein polnischer Bildhauer, der in Berlin lebt und arbeitet.
Im Zentrum seiner Arbeit steht das Spiel mit der Figur.
Die schreitende Figur ist seit den Kouroi der Antike und den Statuen in Ägypten Thema der Bildhauerei.
Broniatowski antwortet auf diese Tradition aus Stein und Bronze mit schreitenden Figuren aus Zeitungspapier.
Lebensgroße männliche und weibliche Akte fertigt er aus Zeitungen und arrangiert sie zu unterschiedlichen Environments.  Er stellt sie zu Gruppen zusammen und lässt sie von der Decke herab durch Räume laufen.

## Werke und Ausstellungen
Ab 1964 studierte er Bildhauerei an der Warschauer Akademie der Bildenden
Künste und schloss 1970 als Meisterschüler Jerzy Jarnuszkiewiczs ab.
Von 1969 bis 1974 entstehen in drei Gruppen mehr als 50 Figuren. Sie folgen immer dem gleichen Typus: die nackten Männer schreiten aus, die weiblichen Figuren stehen ruhig bzw. schweben, die Arme über dem Kopf verschränkt.
1972 repräsentierte Karol Broniatowski mit diesen „Zeitungspapierfiguren“ Polen auf der XXXVI. Biennale in Venedig. Sie wurden auf der Biennale in São Paulo, in Philadelphia, Philadelphia Bourse, in Paris, Musée d’art moderne de la Ville de Paris und im Kunstverein Mannheim, in Galerien in New York, Antwerpen, Gent und in Brüssel, Bozar ausgestellt.
1976 begann Broniatowski in Berlin den Zyklus „Big Man“ im Rahmen des DAAD Künstlerstipendiums.
Den schreitende Mann aus Zeitungspapier projizierte er zu einer Silhouette von 18,8 m und teilte sie. Es entstanden zufälligerweise 93 Teile. Jedes wurde aus Zeitungspapierstapeln und Granit nachgebildet. Die Segmente gelangten an verschiedene Orte und Sammlungen. Nur im Kopf des Betrachters findet sich die gigantische Figur zusammen.
1977 wurde Big Man wieder verwandelt: „Objekt 93 – Die zweite Präsentation des Big Man“. 93 Eier aus polierter Bronze liegen einer Platte und spiegeln ineinander.
1978 folgte  „Stukowisko – Die dritte Präsentation des Big Man“.
Via Morsealphabet schickte Broniatowski 93 Klopfsignale in den Äther.
1979 präsentierte Broniatowski den „Kopf aus Sand“ in Łódź, Museum Sztuki.
Nach und nach entfernte er alle Teile einer zunächst geschlossenen Gipsform. Ein Kopfes aus Sand tauchte langsam auf. Als er vollends sichtbar war, zerfiel er.
1981 zeigte Broniatowski „auf- und abbaubare Skulpturen“.
Das Bronze-Selbstportrait des Künstlers fand seine endgültige Form nur schichtweise, als „viele Köpfe in einem Kopf“.
1985 begann das Projekt „Kleine Schreitende“.
Broniatowski formte 93 Bronzefiguren, jede ist ca. 25 cm hoch. Alle schreiten gleichen Schrittes mit dem linken Bein voran. Sie sind verschieden und können allein oder in Formationen zusammengestellt werden.
Broniatowski beteiligt sich an einer Reihe von Wettbewerben für Denkmäler und gestaltet Skulpturen im öffentlichen Raum.
Sein wichtigstes Denkmal ist 1991 das  „Mahnmal für die Deportierten Juden Berlins am Bahnhof Grunewald“     In den 20 m langen Betonblock lässt Broniatowski die Hohlformen menschlicher Figuren ein und macht deren Verlust als Schatten sichtbar.
1996 führt Broniatowski für die LGT Bank in Liechtenstein den „Fuß von Bendern“ aus. Die 5,15 m hohe Bronzeplastik ist das Fragment eines Fußes. Die offene Form ist der sichtbare Teil eines unsichtbaren Giganten.
Broniatowskis Œuvre umfasst eine Vielzahl von Bronzeplastiken.
Die schreitende männliche Figur ist immer Thema. Stehende Frauen in verschiedenen Dimensionen und große Akte kommen dazu.
Kontinuierlich erweitert der Bildhauer sein zeichnerisches Werk.
Ein eigener Komplex sind die großformatigen Gouachen, die als Monotypien entstehen. Seit Ende der 80er Jahre zeigen diese Bilder schwarze und rote Figuren, die auf weiße Blätter „geworfen“ werden.

Werke (Auswahl)
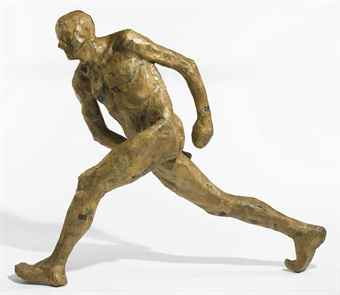
Zeitungspapierfigur, 1971
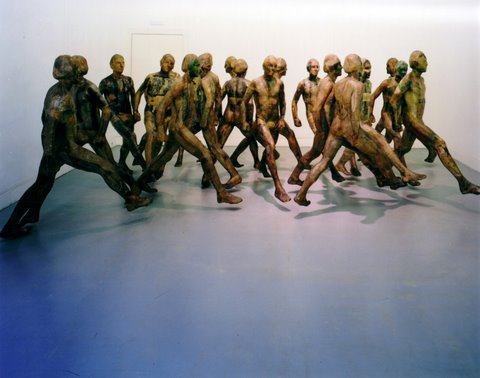
Zeitungspapierfiguren Männer, 1973
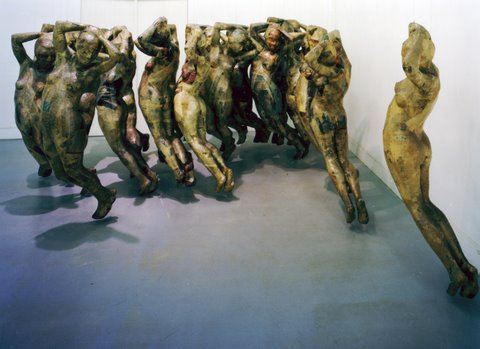
Zeitungspapierfiguren Frauen, 1973
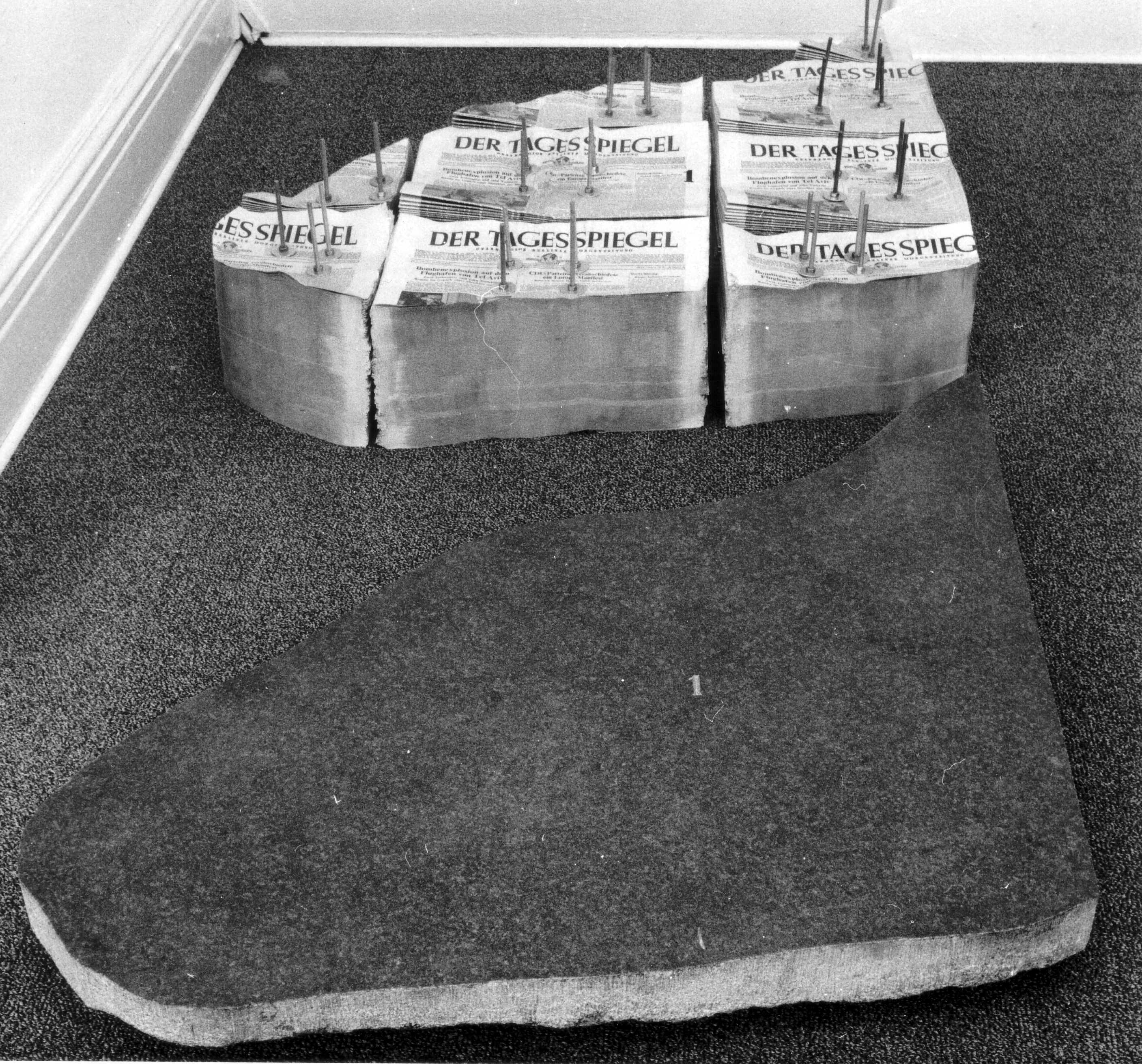
Fragment Big Man 1, 1976
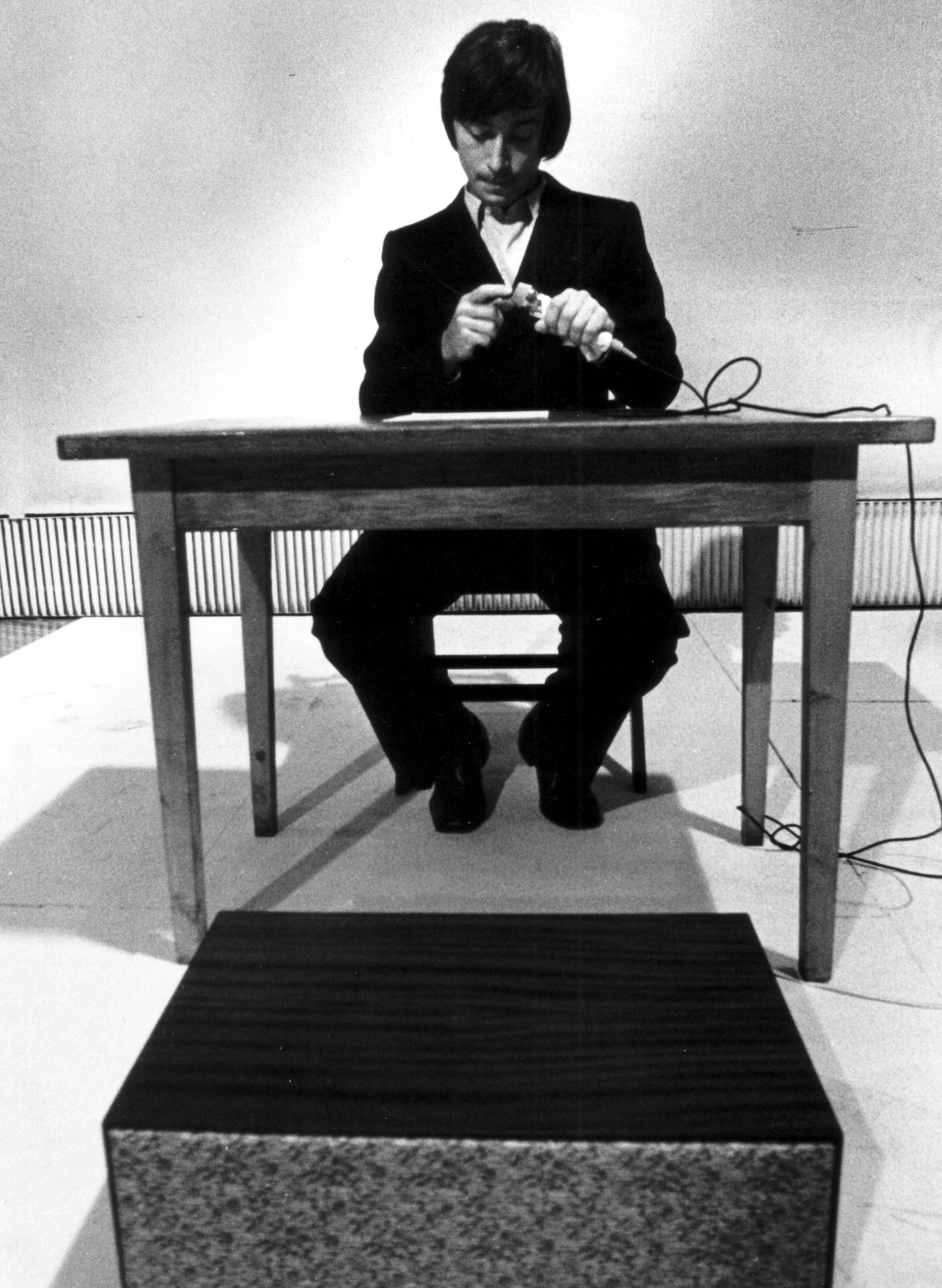
Stukowisko - Die dritte Präsentation des Big Man, 1978
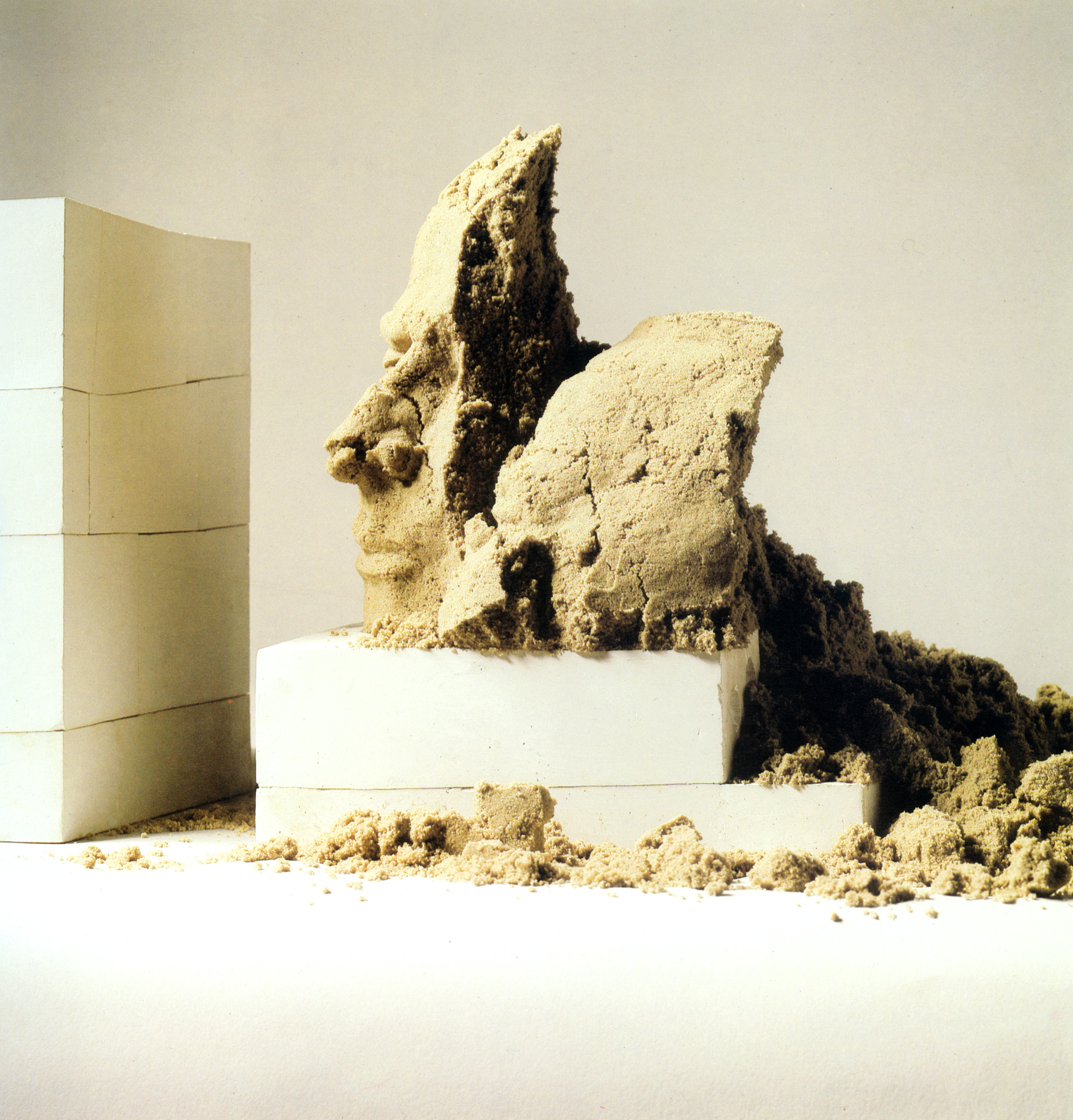
Kopf aus Sand, 1979
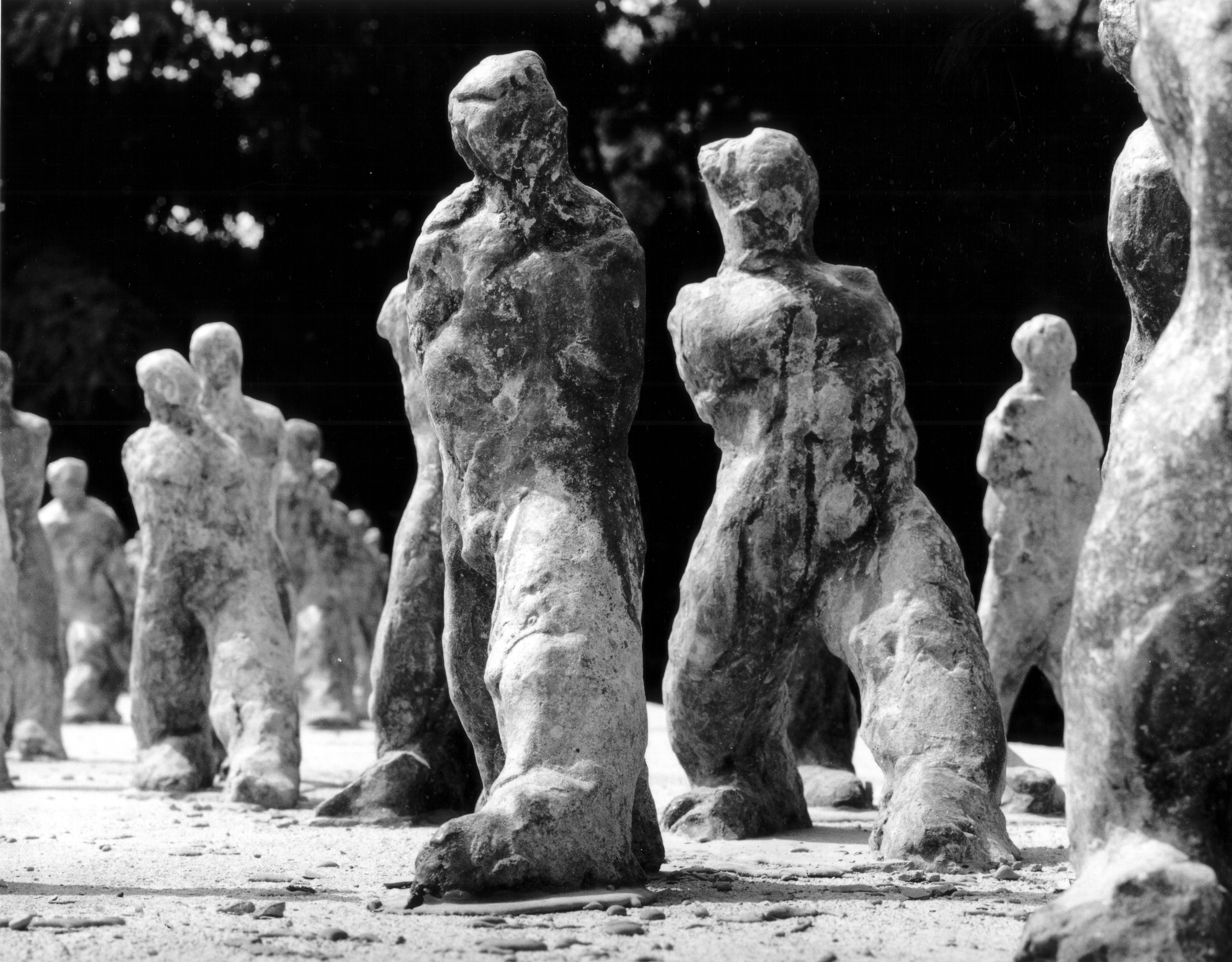
Kleine Schreitende, 1985
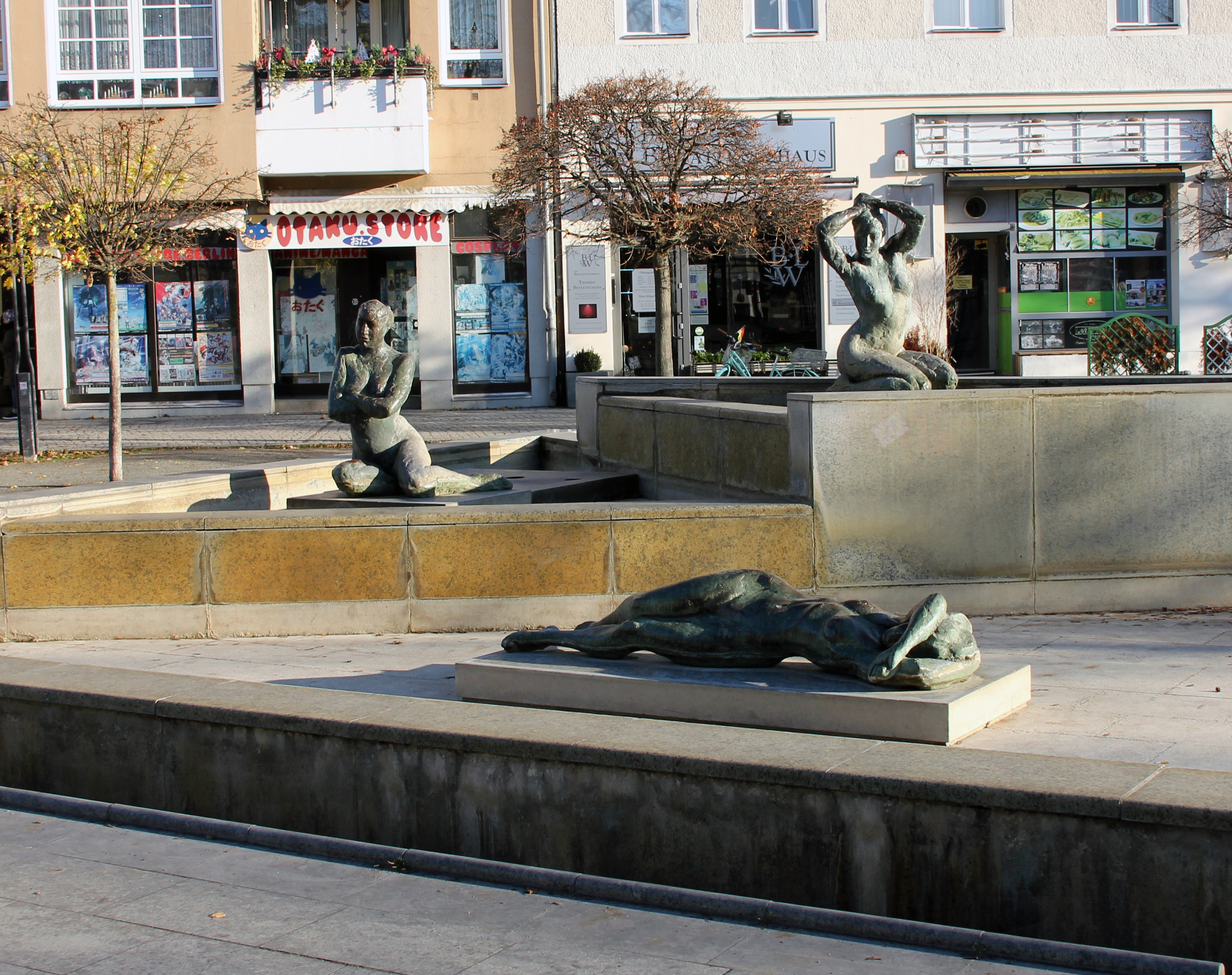
Brunnen in Berlin-Reinickendorf, 1985
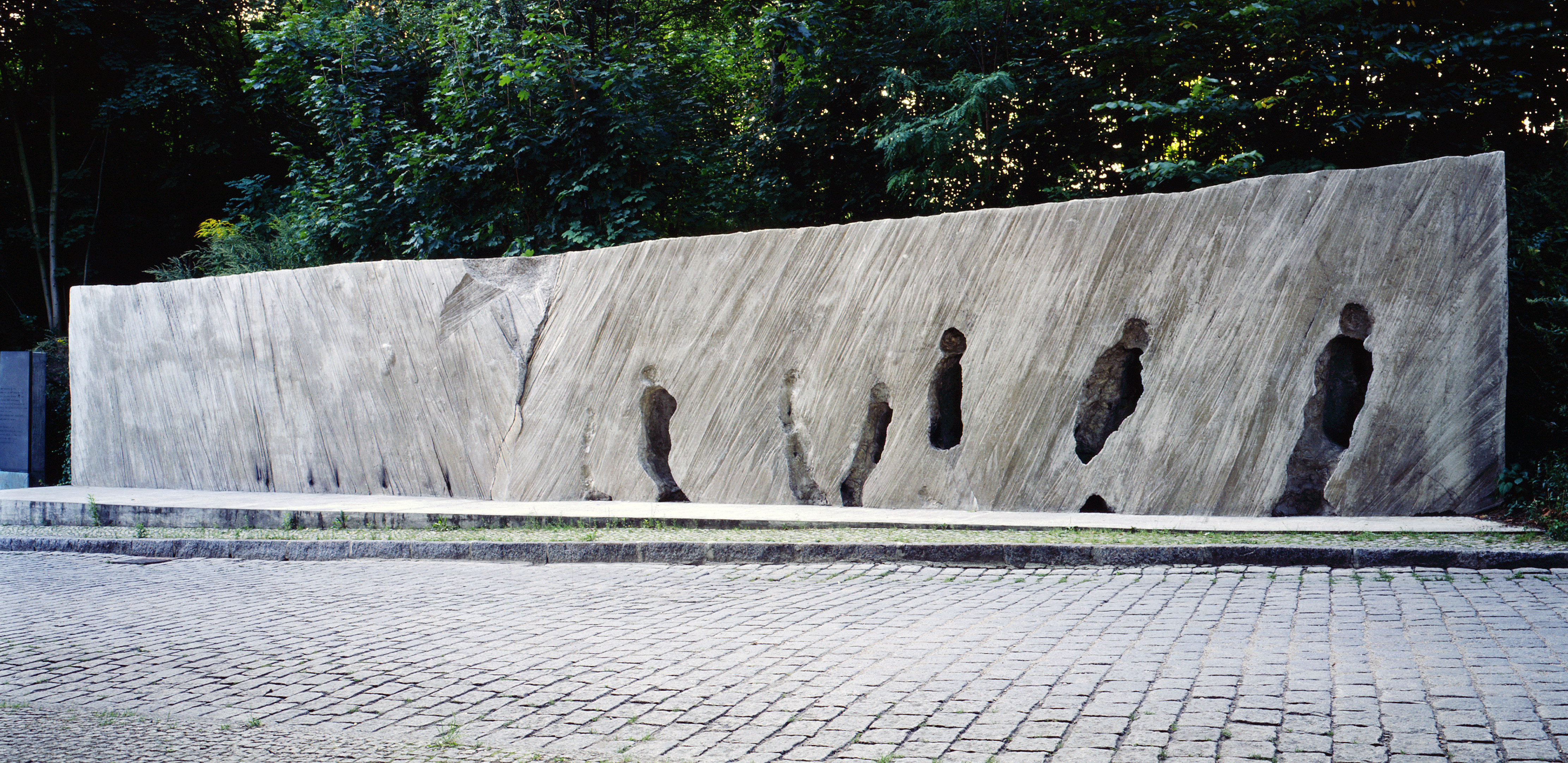
Mahnmal für die Deportierten Juden Berlins am Bahnhof Grunewald von 1991
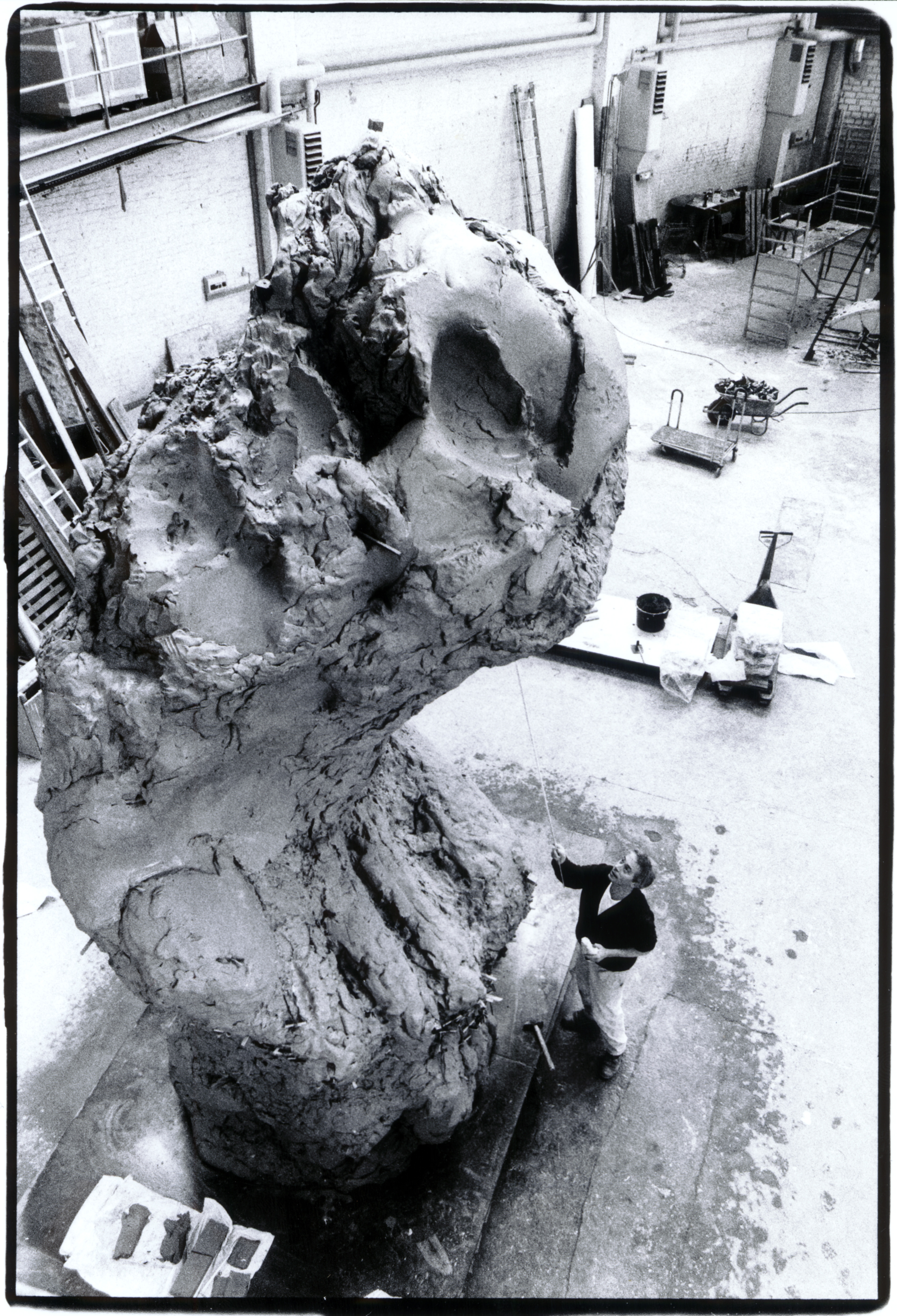
Fuß von Bendern, Tonmodell, 1996
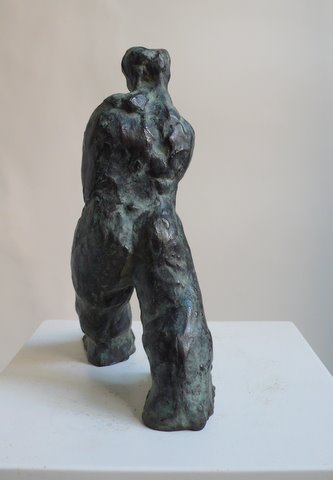
Kleiner Schreitender
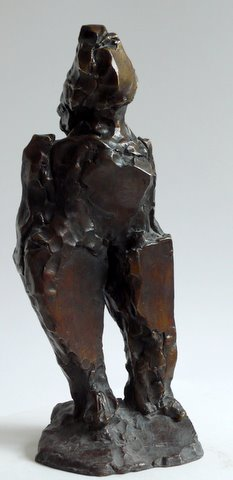
Stehende Frau
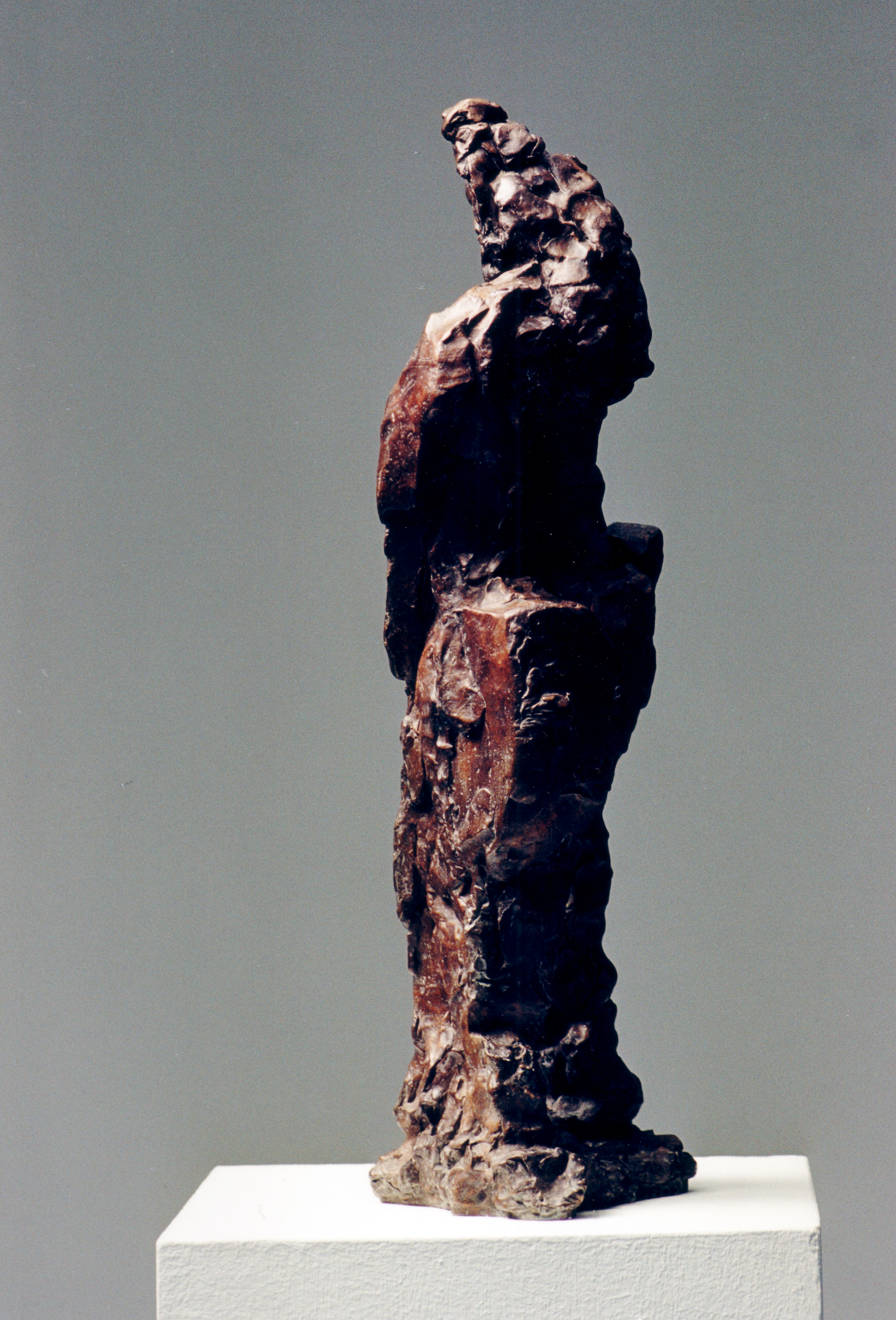
Stehende Frau
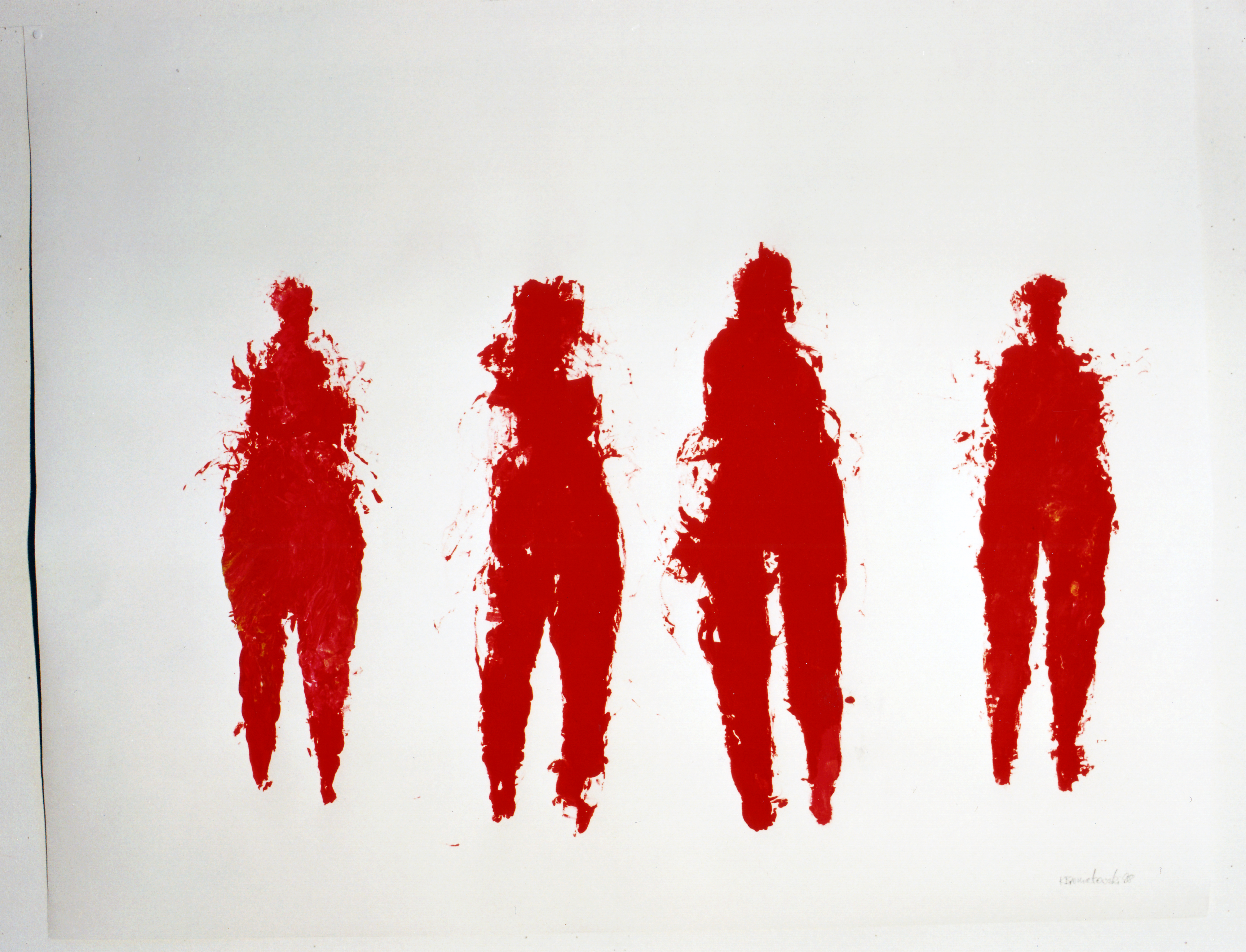
Gouache mit Figuren in Rot
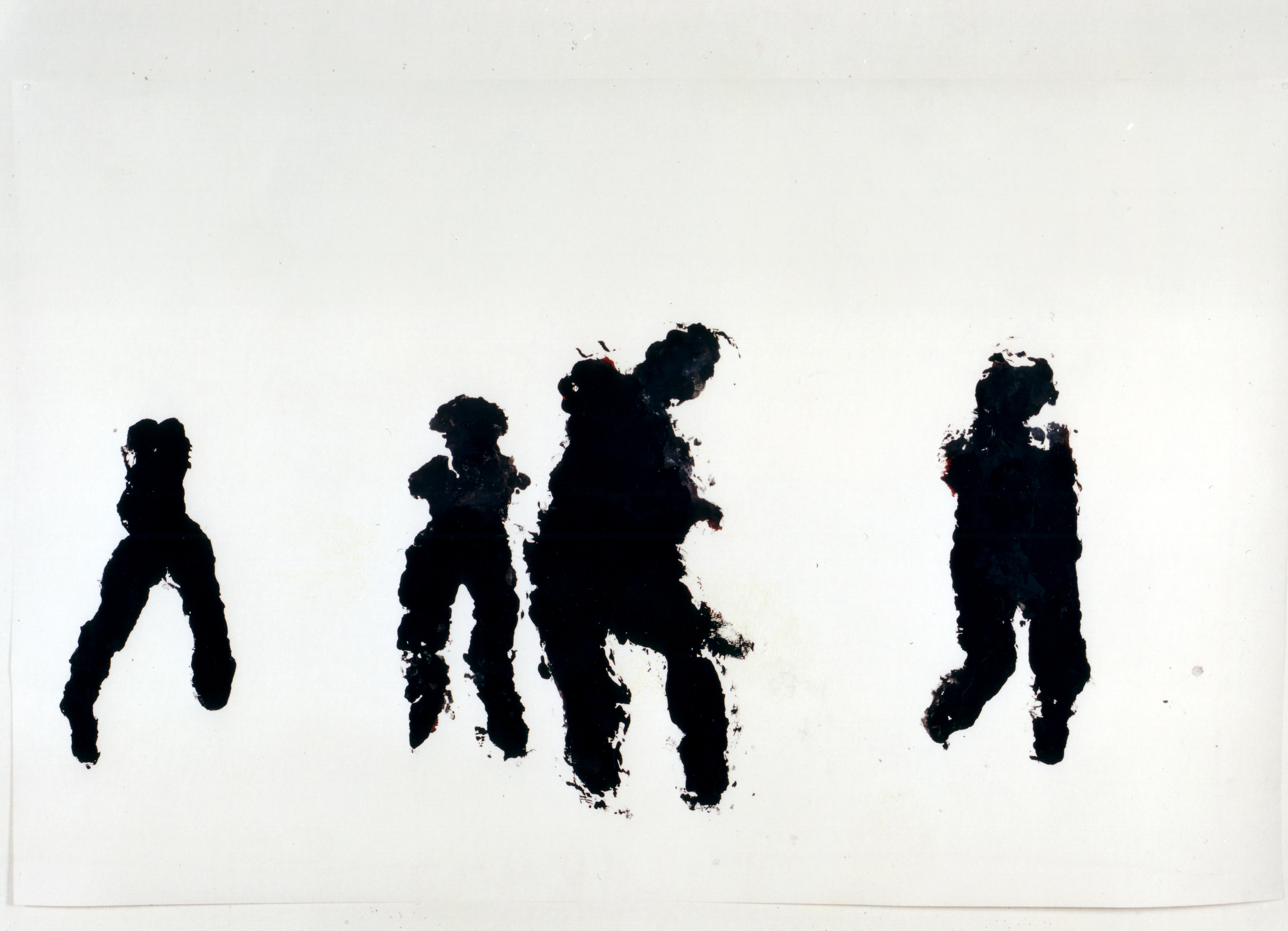
Gouache mit Figuren in Schwarz
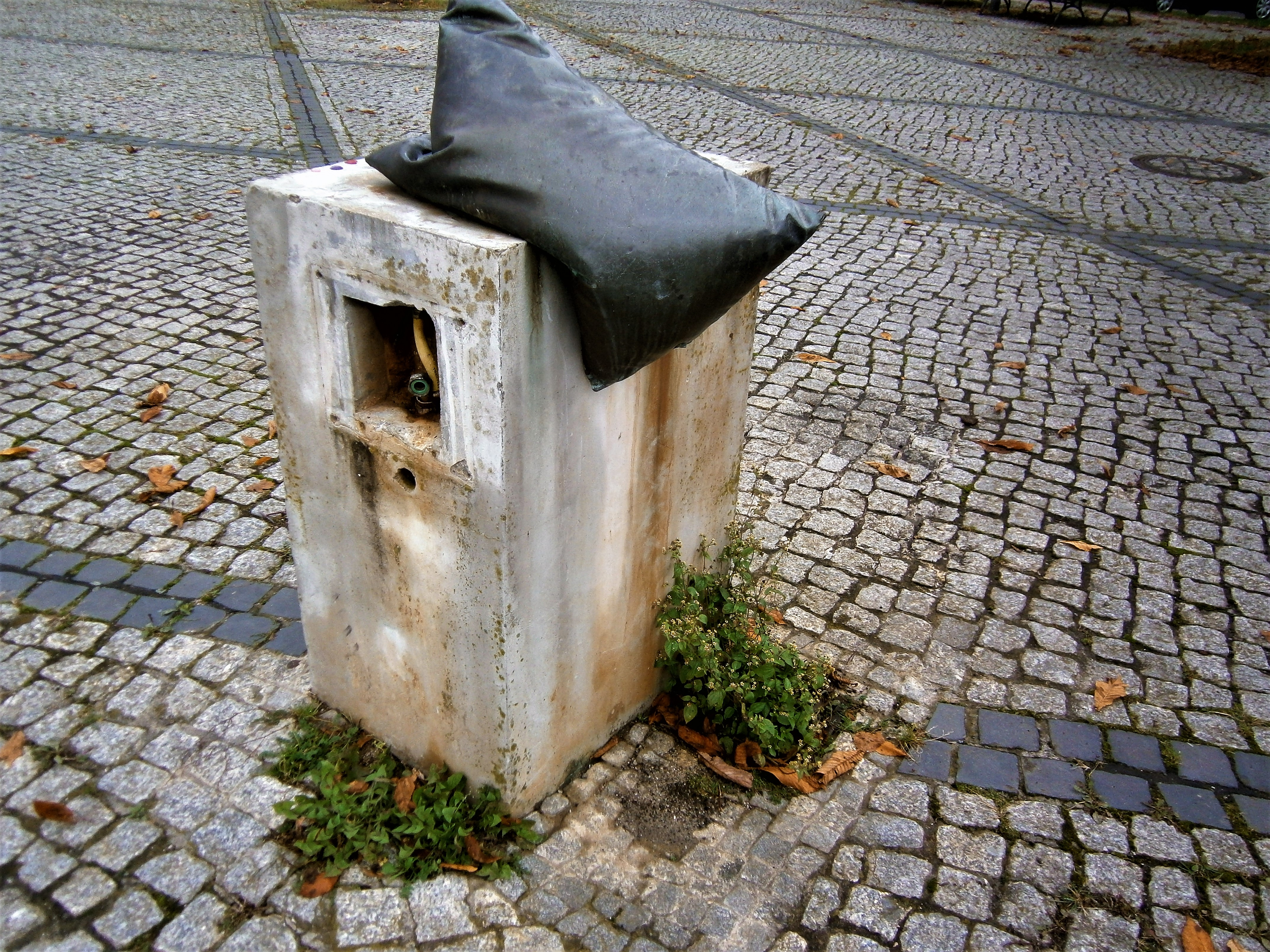
Zierbrunnen, Berlin, Hugenottenplatz
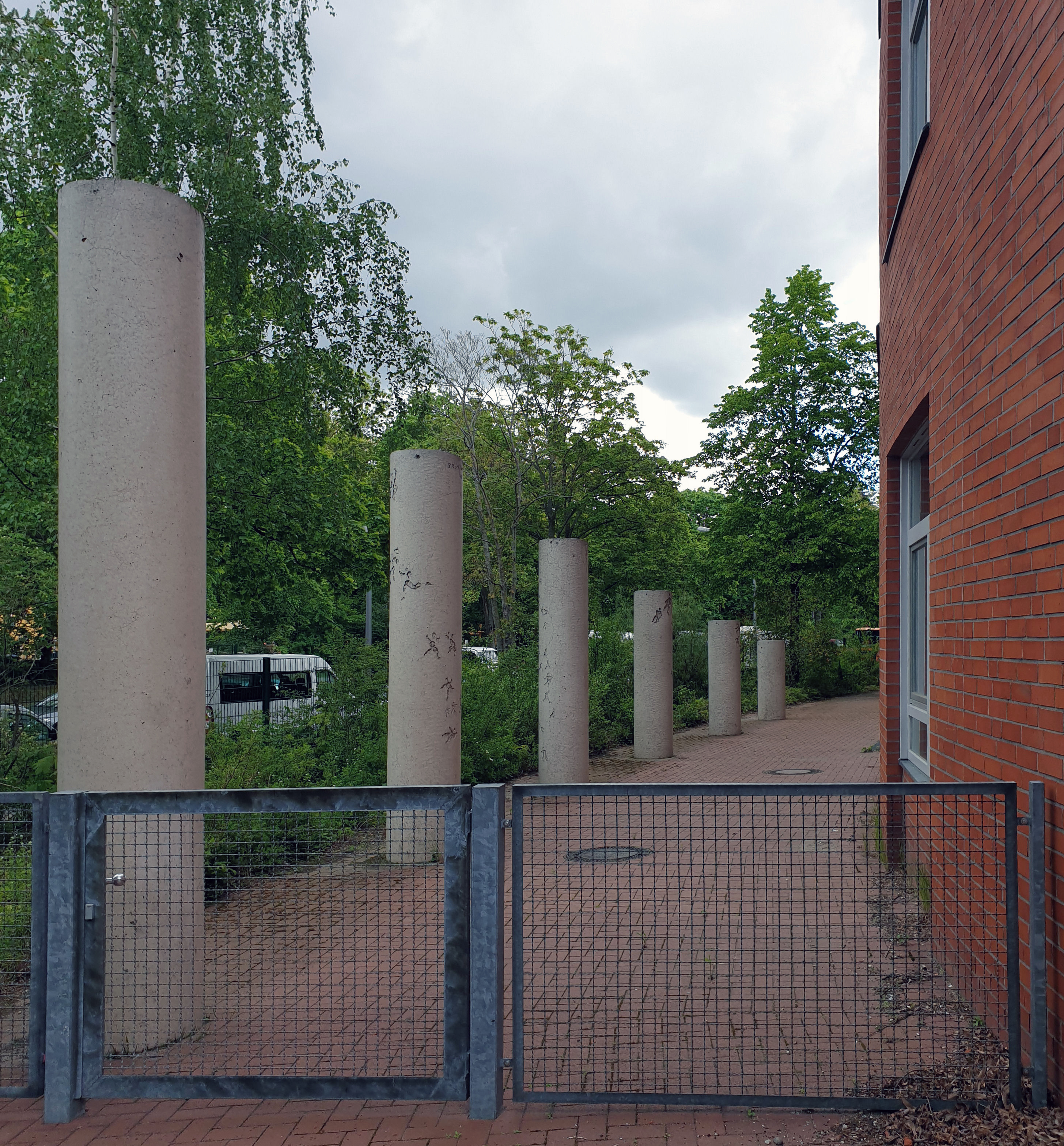
Kolonnaden in Berlin-Britz, 1992

## Sammlungen
Werke Karol Broniatowskis befinden sich in privaten Sammlungen in Berlin, Köln, Bochum, Hannover, Warschau, Paris, Gstaad, Vaduz, Gent, Antwerpen, Philadelphia, New York.
Öffentliche Sammlungen:
- Muzeum Sztuki, Łódź
- Muzeum Narodowe, Wrocław
- Galerie 72, Chełm
- Kupferstichkabinett, SMB, Berlin
- Kunsthalle Mannheim, Mannheim
- Stiftung Kunstforum der Berliner Volksbank, Berlin

Realisierungen im öffentlichen Raum:
Brunnen am Franz-Neumann-Platz, Berlin-Reinickendorf, 1984; Säulenreihe für Albert-Einstein-Schule, Berlin 1989; Mahnmal für deportierte Juden Berlins, Bahnhof Grunewald, Berlin 1991; Plastiken im Hof des Rudolf-Virchow-Klinikums, Berlin-Wedding,  1994; Fuß von Bendern, LGT Bank in Liechtenstein, Bendern 1996; Brunnen am Hugenottenplatz, Berlin-Französisch Buchholz, 1998

## Bibliographie (Auswahl)
- Karol Broniatowski. Zagrozenie, Galeria Wspolczesna, Warszawa 1970.

- Karol Broniatowski. Big Man, Neuer Berliner Kunstverein, Berlin 1976.

- Karol Broniatowski. Prace z lat 1970-1979, Muzeum Sztuki, Łódź 1979.

- Karol Broniatowski. Deplana Kunsthalle, Berlin 1984. W kręgu pracowni Jarnuszkiewicza, Muzeum Akademi Sztuk Pięknych w Warszawie, Warszawa 1986

- „Fuß von Bendern“. LGT Bank in Liechtenstein, 1996 (Beitrag von Uwe Wieczorek) Karol Broniatowski.

- Prace z lat 1969-1999, Galeria Sztuki Współczesnej Zachęta, Warszawa 1999.

- Werke aus der Hilti art foundation. Von Paul Gauguin bis Imi Knoebel, Kunstmuseum Liechtenstein, Ausst. u. Kat., Uwe Wieczorek, Bern 2005, ISBN 978-3-7165-1382-8